# MHC Buitenhout
Mixed Hockey Club Buitenhout is een hockeyclub uit Almere, Flevoland, Nederland.
De club werd opgericht op 15 april 2010 en is sinds 2016 gevestigd op sportpark Buitenhout in Almere Buiten, ongeveer daar waar Almere Stad Oost, Buiten en Hout aan elkaar grenzen. Het eerste damesteam komt in het seizoen 2019/20 uit in de Vierde klasse van de KNHB. Er was in datzelfde seizoen geen herenteam dat uitkwam in een bondscompetitie. In het seizoen 2022/2023 is het eerste heren team ontstaan, zij promoveerde dat seizoen direct naar de derde klasse.